# Weingarten (Lichtenfels)
Weingarten ist ein Ortsteil der oberfränkischen Stadt Lichtenfels im Landkreis Lichtenfels.

## Geografie
Das Dorf liegt etwa vier Kilometer westlich von Lichtenfels auf einem Hang etwa 40 Meter oberhalb des Mains bei Kilometer 424.

## Geschichte
Weingarten wurde im 9. Jahrhundert erstmals in den Traditionen des Klosters Fulda, die auf einer Abschrift im Codex Eberhardi aus dem 12. Jahrhundert beruhen, als „Wingardi“ genannt. Die nächste Erwähnung ist für 1065–1075 im Domnekrolog von 1285–1287 als Jahrtagsstiftung der Priester Appelin und Wizelin de Wingarten belegt.
Der Ort im Herrschaftsbereich des benachbarten Klosters Banz hatte 1801 ein Gemeindehaus, zehn mit Haus und Stadel bebaute Lastsölden und vier Tropfhäuser. An dem Mainhang gab es Weinberge. Die hohe Zent gehörte dem Zentamt Lichtenfels des Hochstifts Bamberg, die Dorf-, Gemeinde-, Lehen- und Vogteiherrschaft dem Kloster Banz. Kirchlich war der Altenbanzer Pfarrer zuständig.
1862 erfolgte die Eingliederung Weingartens in das neu geschaffene bayerische Bezirksamt Staffelstein. Zu der Landgemeinde gehörten das Dorf Weingarten und die Orte Schloss Banz, Hausen, Heinach, Neubanz und Voreichen.
1871 hatte Weingarten 106 Einwohner und 49 Gebäude. Die katholische Kirche stand im 2,2 Kilometer entfernten Kloster Banz und die Schule im 1,5 Kilometer entfernten Stetten. 1900 umfasste die Landgemeinde Weingarten eine Fläche von 360,49 Hektar, 293 Einwohner, von denen 265 katholisch waren, und 39 Wohngebäude. 95 Personen lebten in Weingarten in 17 Wohngebäuden. 1925 lebten 82 Personen in 16 Wohngebäuden. 1950 waren es 113 Einwohner und 18 Wohngebäude, die Einöde Forsthaus Banz gehörte zusätzlich zur Gemeinde.
Im Jahr 1970 zählte Weingarten 98 Einwohner und 1987 101 Einwohner sowie 34 Wohngebäude.
Am 1. Juli 1972 wurde der Landkreis Staffelstein aufgelöst und Weingarten mit dem Gemeindeteil Heinach in die Stadt Lichtenfels sowie in den Landkreis Lichtenfels eingegliedert. Die anderen Ortsteile kamen zur neu gegründeten Gemeinde Banz.

## Sehenswürdigkeiten
In der Bayerischen Denkmalliste sind für Weingarten drei Baudenkmäler aufgeführt.